# Governo Kurz II
Il Governo Kurz II è stato il 33º governo dell'Austria in carica dal 7 gennaio 2020 all’11 ottobre 2021 (sebbene già dimissionario dal 9 ottobre). 
Si trattava di un governo di coalizione tra popolari e verdi formatosi in seguito alle elezioni parlamentari del 2019.

## Situazione parlamentare
| Camera      | Collocazione | Partiti                       | Seggi    |
| ----------- | ------------ | ----------------------------- | -------- |
| Nationalrat | Maggioranza  | ÖVP (71), DG (26)             | 97 / 183 |
| Nationalrat | Opposizione  | SPÖ (40), FPÖ (31), NEOS (15) | 85 / 183 |

## Composizione[1]
Partito Popolare Austriaco (ÖVP)
     Indipendenti ÖVP
     Verdi
| Funzione                                                | Titolare | Titolare                                              | Partito          |
| ------------------------------------------------------- | -------- | ----------------------------------------------------- | ---------------- |
| Cancelliere federale                                    |          | Sebastian Kurz                                        | ÖVP              |
| Vice cancelliere Funzione pubblica Sport Arti e cultura |          | Werner Kogler                                         | Verdi            |
| Interno                                                 |          | Karl Nehammer                                         | ÖVP              |
| Affari esteri                                           |          | Alexander Schallenberg                                | Indipendente ÖVP |
| Giustizia                                               |          | Alma Zadić                                            | Verdi            |
| Affari sociali, salute e tutela dei consumatori         |          | Rudolf Anschober (7 gennaio 2020-13 aprile 2021)      | Verdi            |
| Affari sociali, salute e tutela dei consumatori         |          | Werner Kogler (interim)                               | Verdi            |
| Lavoro, famiglia e gioventù                             |          | Christine Aschbacher (7 gennaio 2020-10 gennaio 2021) | ÖVP              |
| Lavoro, famiglia e gioventù                             |          | Martin Kocher (dall'11 gennaio 2021)                  | Indipendente ÖVP |
| Difesa                                                  |          | Klaudia Tanner                                        | ÖVP              |
| Istruzione, scienza e ricerca                           |          | Heinz Faßmann                                         | Indipendente ÖVP |
| Infrastrutture e ambiente                               |          | Leonore Gewessler                                     | Verdi            |
| Agricoltura                                             |          | Elisabeth Köstinger                                   | ÖVP              |
| Digitale e affari economici                             |          | Margarete Schramböck                                  | ÖVP              |
| Finanze                                                 |          | Gernot Blümel                                         | ÖVP              |
| Affari europei                                          |          | Karoline Edtstadler                                   | ÖVP              |
| Integrazione e donne                                    |          | Susanne Raab                                          | ÖVP              |